# Torul (groupe)
Pour les articles homonymes, voir Torul.
Torul est un groupe slovène d'electropop et synthpop, originaire de Ljubljana.

## Histoire
Le fondateur et homonyme Torul Torulsson est actif dans la musique depuis les années 1990. Sous le nom de Torul W, il a plusieurs sorties en club sous le label de Low Spirit, par exemple Waterproof Theme.
En 2010, Torul fait ses débuts en tant qu'album avec Dark Matters. Avec son successeur In Whole (2011), ils passent sous le label Soulfood/Infacted Recordings. En 2012, ils se sont produits au Wave-Gotik-Treffen à Leipzig. En 2013, l'album Tonight We Dream Fiercely sort. Il s'ensuit une tournée européenne en tant que groupe accompagnant le groupe de synthpop Mesh. En 2014, ils font également une apparition à l'Amphi Festival. Au printemps 2016, Jan Jenko quitte le groupe et est remplacé par Maj Valerij.

## Style musical
Torul réinterprète des chansons de The Cure (Disintegration) et de Tears for Fears (Mad World). Leur style musical présente des influences d'indie pop, d'electropop, de dark wave, d'IDM et d'electro. 

## Discographie

### Albums studio
- 2010 : Dark Matters (Torul Recordings)
- 2011 : In Whole (Infacted Recordings)
- 2013 : Tonight We Dream Fiercely (Infacted Recordings)
- 2015 : The Measure (Infacted Recordings)
- 2016 : Reset (Infacted Recordings)
- 2019 : Hikikomori (Infacted Recordings)
- 2020 : Teniversia (Infacted Recordings)
- 2023 : End Less Dreams (Infacted Recordings)

### Singles
- 2003 (sous Torul W) : Waterproof Theme (Low Spirit)
- 2003 (sous Torul W) : Discreamer (Low Spirit)
- 2007 : Start Like This (Fargo)
- 2010 : It Was Supposed to Be Fun (Digital Release)
- 2010 : Saddest Song (Digital Release)
- 2011 : Try (Infacted Recordings)
- 2011 : Partially Untamed (Infacted Recordings)
- 2012 : Glow (Infacted Recordings)
- 2013 : The Fall (Infacted Recordings)
- 2014 : All (Infacted Recordings)
- 2016 : Saviour of Love (Infacted Recordings)
- 2014 : Monday (Infacted Recordings)
- 2018 : Explain (Infacted Recordings)